# Mlle Marthe
Mlle (Mademoiselle) Marthe var en fransk skådespelare och teaterdirektör, verksam på Saint-Domingue (Haiti). 
Mlle Marthe tillhörde de aktörer som engagerades vid kolonins första offentliga teater, Comédie du Cap i Cap-Francais, efter dess invigning 1764. Hon agerade både som sångerska och talaktör och medverkade även vid konserter. Teater var under denna tid det kanske mest populära offentliga nöjet i kolonin, och teatrar kom att bildas i de flesta städer. När kolonins då nästa största stad, Saint-Marc fick sin första teater, Comédie de Saint-Marc, blev hon år 1769 dess första direktör. Hon bildade då kompanjonskap med sin kvinnliga kollega Mlle Franceville, ett då unikt arrangemang i Karibien: Saint Domingues teaterliv kom dock att bli känt för att ha många inflytelserika kvinnliga profiler, så som Madame Acquaire i Petit-Gouave och Port-au-Prince, och Madame Case i Les Cayes. När teatern förstördes under jordbävningen 1770 arrangerade hon skådespel i en tillfällig byggnad tills en ny teater med 500 sittplatser kunde arrangeras med hjälp av hennes finansiärer och invigas 1773. Hon var senare även aktiv på Comédie de Port-au-Prince. 